# Romanogobio antipai
Romanogobio antipai – gatunek ryby z rodziny karpiowatych (Cyprinidae). Dawniej był uważany za podgatunek kiełbia Kesslera. Występuje w dolnym biegu Dunaju – na terytorium Bułgarii i Rumunii, w Ukrainie prawdopodobnie wymarł. Dokładny zasięg występowania nie jest znany. Długość ciała do 7,3 cm.
Romanogobio antipai był uznawany za gatunek wymarły, gdyż nie było żadnych stwierdzeń od lat 60. XX wieku (choć okazało się, że istnieje jeden okaz muzealny z 1992 roku). W 2016 roku za pomocą sieci dennej złowiono osobnika tego gatunku w bułgarskiej sekcji Dunaju w pobliżu wsi Wetren. IUCN od 2024 roku klasyfikuje ten gatunek jako narażony na wyginięcie (VU, Vulnerable).